# 羅伯特·柏力克
羅伯特·李·埃斯皮納·柏力克二世（英語：Robert Lee Espina Bolick Jr.，1995年9月13日—）為菲律賓男子籃球運動員，場上主打控球後衛與得分後衛位置。

## 職業生涯
2018年柏力克在菲律賓籃球協會PBA選秀中於第一輪第3順位被北港巴塘碼頭選中。
2022年2月1日，柏力克在合約到期後成為一名受限制的自由球員，他沒有與北港巴塘碼頭續約。最終他於2月11日與北港巴塘碼頭簽訂了一份為期一年的合約。

## 國家隊生涯
柏力克代表菲律賓參與2019年世界盃籃球賽與2023年世界盃籃球賽亞洲區資格賽。

## 外部連結
- 羅伯特·柏力克的X（前Twitter）
- 羅伯特·柏力克的Instagram帳戶
- 羅伯特·柏力克在fiba.basketball（英语）
- 羅伯特·柏力克在B.LEAGUE官網（日语）
- 羅伯特·柏力克在Basketball-Reference.com（國際）（英语）
- 羅伯特·柏力克在Eurobasket.com（球員）（英语）
- 羅伯特·柏力克在Proballers（英语）
- 羅伯特·柏力克在RealGM（英语）